# Čepřovice (tvrz)
Čepřovická tvrz je původně renesanční panské sídlo v Čepřovicích východně od Volyně v okrese Strakonice v Jihočeském kraji. Tvrz byla založena na počátku sedmnáctého století. Později byla barokně přestavěna a pozměněna novodobými zásahy. Budova tvrze je chráněna jako kulturní památka.

## Historie
Ves Čepřovice založila na počátku čtrnáctého století královna Eliška Přemyslovna. Roku 1595 vesnici koupil od Petra Voka z Rožmberka Arnošt Vítanovský z Vlčkovic na Nihošovicích. Renesanční panské sídlo s kaplí založil až jeho syn Mikuláš v době okolo roku 1605. Příslušníkům rodu Vítanovských z Vlčkovic Čepřovice patřily až do roku 1682, kdy je Johanka Magdaléna Vítanovská, rozená Harrasová, vdova po Ignáci Jetřichovi Vítanovském, prodala Františku Jiřímu Doudlebskému z Doudleb. O tři roky později statek koupil hrabě Gundakar z Ditrichštejna, připojil jej k Vlachovu Březí, a tvrz tak ztratila svou sídelní funkci. V osmnáctém století několikrát vyhořela a rozměrná budova byla později rozdělena na domy čp. 59 a 60.

## Stavební podoba
V dochované podobě má tvrz obdélný půdorys s rozměry 44 × 16 metrů. Historické konstrukce jako klenby a trámové stropy jsou lépe dochované v jižní části budovy (čp. 59). Na fasádě jsou patrné pozůstatky renesanční sgrafitové rustiky.